# 양유진 (1981년)
양유진(1981년 8월 1일 ~ )은 대한민국의 성우이다. 2008년 KBS 33기 공채 성우로 입사했으며 한국방송 성우극회 소속.

## 주요 출연작품

### 애니메이션
- 두리둥실 뭉게공항 (KBS) - 블링 / 켈리
- 알록달록 종이마을 (KBS) - 두코 / 열리 / 빨간 다람쥐1 / 빨간 다람쥐3
- 빠뿌야 놀자 (KBS) - 비너스, 한나
- 레다카이 (재능TV)
- 핀과 제이크의 어드벤처 타임 (카툰네트워크) - 불꽃공주
- 미아 앤 미 (KBS Kids)
- 폴리포켓 (투니버스)
- 꼬마기차 추추 (KBS) - 꿀벌

### 애니메이션 영화
- 유다의 사자 : 부활절 대모험 - 유다
- 쿵후팬더 : 영웅의 탄생 - 스카이워커
- 드래곤볼Z 극장판 - 슈우
- 극장판 어드벤처 타임: 비밀의 아일랜드 - 닥터 구려써
- 모아나 - 마을 사람

### 영화
- 그레이티스트 (KBS) - 에이미 (한나 호드슨)
- 윌리엄과 케이트의 러브스토리 (KBS) - 피파 (메리 앨리스 헤이든)
- 파이터 (KBS) - 셰리 (제나 라미아)
- 배트맨 2 (KBS) - 팽귄한테 죽는 여자(크리스티 코너웨이) / 맥스의 회사 직원 / 전화 음성
- 첨밀밀 (KBS) - 교환원(막위영)
- 유브 갓 메일 (KBS) - 애나벨(핼리 허시)
- 캐치 미 이프 유 캔 (KBS) - 은행 직원(엘리자베스 뱅크스) / 양복가게 주인(캔디스 아자라)
- 스핏파이어 그릴 (KBS) - 졸렌(리사 루이스 랭포드)
- 언터처블: 1%의 우정 (KBS) - 박물관 직원(에밀리 캉) / 드리스의 동생
- 웨이 백 (KBS) - 이레나 (시얼샤 로넌)
- 미스 에이전트 (KBS) - 앨레나(에이시아 드 마르코스)
- 애널라이즈 디스 (KBS) - 마이클 소벨 (카일 사비히)
- 파이터 (KBS) - 셰리(제나 라미아)
- 와즈다 (KBS) - 학생(레하브 아메드)

### 외화
- 닥터 후 (KBS) - 에비게일
- 삼총사 (KBS) - 셀린느
- 오펀 블랙 (KBS) - 키라
- 아틀란티스 (KBS) - 코리나

### 방송
- 롤러코스터2(격동 10분)(tvN) - 손수조

### 게임
- 오버워치 - 자리야